# Nippon Paint
Nippon Paint Holdings Co., Ltd. (japonsky 日本ペイントホールディングス株式会社, Nippon Peinto Hórudingusu Kabušiki-gaiša) je japonská firma zabývající se výrobou barev a laků. Byla založena v Tokiu 14. března 1881 pod názvem Komjoša. V roce 1919 vznikla v Šanghaji její první zahraniční pobočka. Od roku 1920 firma sídlí v Ósace a od roku 1927 nese název Nippon Paint. V roce 1954 došlo k fúzi se společností Bee Chemical. Od roku 2014 je Nippon Paint holdingovou společností, dceřiné společnosti má v Singapuru (NIPSEA), Indii a Spojených státech. Od roku 2018 stojí v jejím čele Goh Hup Jin ze Singapuru.
V roce 1897 získala společnost svůj první patent na využití oxidu zinečnatého. Po druhé světové válce přišla jako první na trh s alkydovými pryskyřicemi. Nippon Paint vyrábí především ochranné nátěry na automobily a lodě, spolupracuje s Mezinárodní námořní organizací na vývoji materiálů šetrných k životnímu prostředí.
Celosvětový obrat Nippon Paint v roce 2022 činil 1,3 trilionu jenů. Společnost má 83 závodů v devatenácti zemích, v Kolíně působí česká pobočka Nippon Paint Automotive Coatings Czech (NPACZ). Celkově zaměstnává přibližně 34 500 pracovníků. Ročně vyrobí více než 4,5 milionů tun nátěrových hmot a je ve svém oboru čtvrtá největší na světě po PPG Industries, Sherwin-Williams a AkzoNobel.